# Aleksandr Preis
Aleksandr Preis   (5 de desembre de 1905 - Iekaterinburg, 14 d'abril de 1942) en rus Александр Германович Прейс, va ser un escriptor rus de nombroses obres de teatre i llibrets, incloent-hi els de les òperes de Xostakóvitx El nas i Lady Macbeth de Mtsensk.